# Министерство транспорта Египта
Министерство транспорта Египта несёт ответственность за удовлетворение потребностей спроса на перевозки железнодорожным, автомобильным и водным транспортом в соответствии с планами египетского национального развития. По состоянию на май 2024 года министром транспорта Египта был Камель аль-Вазир.

## Цели
- Разработка средств и содействия морскому транспорту, включая соответствие с глобальными изменениями в морском судоходстве;
- Модернизация и развитие сети существующих дорог, чтобы обеспечить больший комфорт, мощность и безопасность, а также расширить эту сеть для удовлетворения будущих потребностей в развитии;
- Развитие внутренних водных путей, службы речного транспорта и обеспечение высочайшего уровня безопасности;
- Составление планов по созданию, развитию и укреплению железнодорожной сети на национальном уровне;
- Разработка планов по созданию сети метро (метро Каира);
- Работы по освоению земельных портов и повышения их производительности;
- Разработка планов по обеспечению оказания специализированного труда в сфере деятельности министерства;
- Активировать исследования в области работы министерства.

## Органы, связанные с министерством
- Главное управление по планированию транспортных проектов;
- Национальное управление железных дорог;
- Национальное управление туннелей;
- Главное управление автомобильных дорог, мостов и наземного транспорта;
- Главное управление речных перевозок;
- Национальный институт транспорта;
- Морской транспортный сектор;
- Главное управление безопасности на море;
- Система метро.